# Attack the Block - Invasione aliena
Attack the Block - Invasione aliena (Attack the Block) è un film del 2011 scritto e diretto da Joe Cornish.

## Trama
Nella periferia londinese, un gruppo di adolescenti appartenenti ad una gang giovanile sta derubando l'infermiera venticinquenne Sam quando improvvisamente un oggetto misterioso si schianta su un'automobile vicina. Dai rottami fuoriesce una strana creatura, che gli adolescenti uccidono senza problemi, senza sapere che quello è solo l'inizio di un'invasione aliena di vaste proporzioni. I ragazzi iniziano così una battaglia per difendere il loro quartiere popolare dalla minaccia aliena.

## Produzione
Girato nella periferia a sud di Londra, il film segna il debutto registico del comico televisivo e conduttore radiofonico Joe Cornish. Il film è prodotto dalla Big Talk Productions, conosciuta per aver prodotto L'alba dei morti dementi, Hot Fuzz e Scott Pilgrim vs. the World, in collaborazione con Studio Canal, Film4 e UK Film Council. Il film è una produzione indipendente con un budget che si aggira attorno ai 13 milioni di sterline.

## Distribuzione
Il film è stato distribuito nel Regno Unito da Optimum Releasing l'11 maggio 2011. La Sony Pictures ha acquistato i diritti per la distribuzione statunitense, che è avvenuta il 29 luglio 2011 attraverso la Screen Gems.
Dopo la presentazione in vari festival internazionali, il film è stato presentato in concorso alla 29ª edizione del Torino Film Festival.
Il film è stato distribuito nelle sale cinematografiche italiane il 30 maggio 2012, a cura di Filmauro.

## Riconoscimenti
Attack the Block ha vinto il Midnight Feature Award al SXSW 2011 e il premio del pubblico al Los Angeles Film Festival. Ha inoltre ottenuto due candidature ai British Independent Film Awards 2011, come miglior regista a Joe Cornish e miglior attore esordiente a John Boyega.
- Méliès d'argento 2011
- Torino Film Festival 2011: Mouse d'oro

## Colonna sonora
La colonna sonora originale è composta interamente da Steven Price, Felix Buxton e Simon Ratcliffe, eccetto un brano. La canzone presente nei titoli di coda è accreditata ai Basement Jaxx.
1. The Block
2. Sam is Mugged
3. Round Two Bruv
4. It's Raining Gollums
5. Tooling Up
6. Moses is Arrested
7. Tell Me I'm Dreaming
8. Throat Ripper
9. Rooftops
10. Moses - Ninja
11. Just Another Day
12. They Want Moses
13. Actions Have Consequences
14. Eat My Hat
15. They Fell Out of the Sky
16. I Need to Finish What I Started
17. Turn the Gas Up
18. Moses vs. The Monsters
19. Moses the Hero
20. The Ends - Basement Jaxx
21. KRS One - Sound Of Da Police
22. Rupie Edwards - Ire Feelings (Skanga)
23. Richie Spice - Youths Dem Cold